# Франклин Пиърс
Франклин Пиърс (на английски: Franklin Pierce) е четиринадесетият (1853– 1857) президент на САЩ. Пиърс е представител на Демократическата партия и е първият президент, роден през 19 век. Той е бил „фурнаджийска лопата“ („doughface“) – политик от Севера със симпатии към Юга, отказващ да заклейми робството. Служи както в Камарата на представителите, така и в Сената. По-късно взима участие в Мексикано-американската война и е произведен в чин бригаден генерал. Практиката му на адвокат в родния Ню Хампшър е толкова успешна, че става причина да откаже няколко изгодни поста. По-късно е номиниран за президент в качеството си на „черен кон“ (кандидат, който неочаквано печели партийната номинация) и едва на 49-ото гласуване на Конвента на демократическата партия от 1852 година. Успехът на Пиърс и кандидат за вицепрезидент Уилям Р. Кинг в президентските избори е изключителна изненада и е постигнат срещу Уинфийлд Скот с разлика 50 на 44 процента от популярния вот и 254 на 42 гласа в електоралния вот. Така той става най-младият президент дотогава.
Представителният му вид и безконфликтният му характер му спечелват много приятели, но му липсва онази брилянтност на политик, която би му позволила да избегне надвисналата Гражданска война. Популярността на Пиърс в Севера рязко пада, след като се обявява в поддръжка на акта „Канзас – Небраска“, който отменя Компромиса от Мисури и отново поставя въпроса за експанзия на робството на Запад. Допълнителни проблеми за Пиърс предизвиква и Манифеста Остенд, съставен тайно от дипломати от неговата администрация, в който се описва план за закупуването или отвоюването от Испания на Куба и дава подкрепа на робството. Изоставен от собствената си партия, той не получава номинация за втори мандат и е заменен с Джеймс Бюканън. След загубата на номинацията Пиърс продължава многогодишната си борба с алкохолизма и бракът му се разпада. Той окончателно срива своята репутация като се обявява в подкрепа на Конфедерацията по време на Гражданската война. Умира през 1869 година от цироза.

## Произход и образование
Пиърс е роден в дървена колиба близо до Хилсбъроу, Ню Хампшър. Баща му Бенджамин Пиърс е фермер от граничните територии, който става войник във Войната за независимост, генерал от щатската милиция и два пъти губернатор на Ню Хампшър, майка му е Ана Кендрик.
Първоначално Пиърс учи в Хилсбъроу Сентър, а след това на 11-годишна възраст се мести в Академията на Хекок, преместен е в академията Франстаун през пролетта на 1820 г. Постъпва в Боудуин Колидж в Брънзуик, Мейн където изучава Литература, участва в политически и клубове за дебат. Там се среща с писателя Натаниъл Хоторн, с когото го свързва многогодишно приятелство. През втората година от колежа неговите оценки са най-ниските в класа, но след това променя своите навици и завършва учението си трети по успех. След завършването постъпва в като студент по право в Нортхамптън, Масачузетс. Полага изпит за адвокат през 1827 г. и започва своята практика в Конкорд, Ню Хампшър.

## Политическа кариера
Своята политическа кариера започва през 1828 година, когато е избран за долната камара на щатския парламент на Ню Хампшър. Там служи един мандат от 1829 до 1833 година и след това още една година като говорител. Пиърс е избран от Демократическата партия във 23–тия и 24–тия Конгрес на САЩ. Той е на 27 години и е най-младият конгресмен дотогава.
Избран е от щатския конгрес на Ню Хампшър за Сената и служи от 4 март 1837 до 28 февруари 1842, когато подава оставка. Той е председател на Комисията на конгреса за пенсиите.
След мандата си в Сената, Пиърс възстановява юридическата си практика в Конкорд. Той е окръжен прокурор за Ню Хампшър и отказва да стане Главен прокурор на САЩ, когато президент Джеймс К. Полк му предлага. Служи в Мексикано–американската война като полковник, а и като бригаден генерал. Член е на Конституционния конвент на Ню Хампшър в 1850 година и е негов председател.
На 19 ноември 1834 Пиърс се жени за Джейн Мийн Епълтън, дъщеря на бившия президент на Боудуин Колидж. Епълтън (1806 – 1863) е пълна противоположност на Пиърс. Тя произхожда от аристократична фамилия, традиционно свързвана с партията на вигите, скромна е, пълна въздържателка, дълбоко религиозна и боледуваща често. Госпожа Пиърс ненавижда живота в столицата и насърчава съпруга си да напусне Сената и да се върне в Ню Хъмпшър, което той и прави през 1841 година. Те имат три деца, две от които умират съвсем малки, а Бенджамин Пиърс умира на 12-годишна възраст при трагичен инцидент.

## Изборите през 1852 година
Демократическата партия номинира Пиърс като кандидат „черен кон“ по време на своя Конвент. Той се провежда от 12 юни в Балтимор, Мериленд и има четирима претенденти за номинацията – Стивън Дъглас, Уилям Мърси, Джеймс Бюканън и Луис Каас. Мнозина от тези, които са напуснали заедно с Мартин Ван Бурен, за да формират Партията на свободната земя, са се завърнали. Преди да почне гласуването е приета платформа, в която се настоява за спиране на всяка бъдеща „агитация“ и възприемане на Компромиса от 1850 г., всичко това има за цел да обедини фракциите в партията.
Когато гласуването почва, четиримата кандидати изпадат в безизходица, като никой от тях не постига дори и обикновено мнозинство, а въобще не може да се говори и за „супермнозинството“ от две трети. След 35-ото гласуване Пиърс е издигнат като компромисен кандидат. Той никога не изказва ясно своите възгледи за робството, което го прави приемлив за всички фракции. Служил е в Мексикано–американската война, което дава възможност на партията да го определи като военен герой. Пиърс получава единодушна подкрепа при 49-ото гласуване на 5 юни. Сенатор Уилям Р. Кинг е предложен за кандидат за вицепрезидент.
Опонентът на Пиърс от партията на вигите е генерал Уинфийлд Скот от Вирджиния, при когото Пиърс е служил като офицер по време на Мексикано-американската война, а кандидатът за вицепрезидент е сенаторът (а по-късно и губернатор) Уилям Александър Греъм от Северна Каролина. Пиърс лесно надделява над Скот, понеже последният води кампания изпълнена с гафове и грешки. Платформата на вигите по нищо не се отличава от тази на демократите, което прави изборите в състезание между личности и така активността на гласоподавателите е на най-ниско ниво от 1836 година. Пиърс е личност, която лесно се харесва, а и липсата на яснота и неподдържането на твърди позиции в голяма степен му помагат за победата над Скот, чийто антиробски позиции не му позволяват да спечели в Юга. Предимството, което му дава ореолът на военен герой, е компенсирано от факта, че Пиърс е служил в същата война.
Скот печели само в Кентъки, Тенеси, Масачузетс и Върмонт, всички останали щати са гласували за Пиърс. Разпределението на гласовете е 50,9% срещу 44,1% в полза на Пиърс, а щатите са съответно 27 на 4.
Изборите през 1852 година са последните, в които участва кандидат на партията на вигите. През 1854 година законът „Канзас – Небраска“ разделя партията, като северните виги остро му се противопоставят. Това води до разцепление като част от членовете се присъединяват към антиемиграционната Американска партия, други към Конституционно–съюзната партия, а трети създават Републиканската партия.

## Президентство
Мандатът на Пиърс като президент е от 4 март 1853 до 4 март 1857 година. Два месеца преди да поеме офиса, Пиърс и семейството му се качват на влак в Бостън, който дерайлира поради сблъска с машина, която се свлича от насип и се озовава на релсите. Пиърс и жена му оцеляват, но пред очите им техният единадесетгодишен син е премазан в катастрофата. Покосен от скръб Пиърс встъпва в мандата с пълно нервно изтощение. В обръщението си при встъпване в длъжността той прокламира започването на ера, пълна с мир и просперитет вкъщи и на законност в отношенията с другите нации, като казва, че САЩ може да направят допълнително анексиране на територии в името на своята сигурност и че няма да има каквато и да е разколебание „от каквото и да било плахо предчувствие за зло“. По религиозни причини той предпочита да потвърди, вместо да се закълне с президентската клетва, като по този начин остава единственият президент направил това.
Пиърс избира кабинета си не като група от съмишленици, а като голям сбор от хора с различни възгледи и които той лично познава. Мнозина мислят, че това ще доведе до бърз разпад, но всъщност се оказва, че това е единственият кабинет, който остава непроменен за четиригодишния мандат.
Пиърс създава напрежение с настояването си Великобритания да изостави претенциите си за сфера на влияние по брега на Централна Америка, а напрежението се задълбочава от настояването Испания да продаде Куба. Изтичането на текста на Манифеста Остенд, подписан от няколко членове на кабинета, предизвиква силен гняв със съдържащото се в него предложение САЩ да завладее със сила Куба и нанася продължителна вреда на експанзионистичните стремежи на Демократическата партия, които толкова много спомогнали за победата през 1844 година.
Но най-противоречивата част от президентството на Пиърс е законът „Канзас – Небраска“, който отменя Компромиса от Мисури и отново поставя въпроса за разширяването на робството на Запад. Той е дело на сенатор Стивън Дъглас. Военният министър Джеферсън Дейвис, поддръжник на южния трансконтинентален път, убеждава Пиърс да изпрати Джеймс Гадсден в Мексико, за да купи земя за южната железница. Той изпълнява задачата си и закупува земя, която сега е част от южна Аризона и южно Ню Мексико, като цената е 10 000 000 $.
За да спечели подкрепата на южняците, Дъглас включва в закона за железопътната линия разпоредба, която обявява Компромиса от Мисури за недействителен и непораждащ сила, а гражданите на новите територии могат да решават сами по въпроса дали да има робство или не. Пиърс, който вече е станал известен с това, че може да бъде лесно манипулиран, е убеден да даде подкрепата си за закона, като това става на тайна среща между него, Дъглас и няколко сенатори от Юга, той се консултира единствено с Джеферсън Дейвис. Прокарването на закона „Канзас – Небраска“ предизвиква небивала ярост сред северняците и води до създаването на Републиканската партия, северняшка партия, която е образувана като директен отговор на закона. Изборът за президент на републиканеца Ейбрахъм Линкълн що доведе до отделянето на щатите през 1861 година.
Междувременно Пиърс изгубва доверието на Севера и не е номиниран за втори мандат.

## Оттегляне
След загубването на номинацията на Демократическата партия, твърди се, че Пиърс казва: „явно че няма какво друго да правя, освен да се напия“ (друг вариант на цитата е „след Белият дом какво друго да се прави освен да се пие“), което очевидно той е правил често, а дори и веднъж удря старица, додето кара файтон в пияно състояние. По време на Гражданската война Пиърс допълнително уврежда своята репутация като дава своята подкрепа на Конфедерацията, начело на която е членът на неговия кабинет Дейвис. Един от малкото приятели, които са останали на Пиърс, е неговият състудент и биограф Натаниел Хоторн. Франклин Пиърс умира в Конкорд, Ню Хампшър на разсъмване на 8 октомври 1869 година от цироза.